# Feltáró faktorelemzés
A feltáró faktoranalízis egy olyan többváltozós statisztikai eljárás, amivel viszonylag sok változóból álló mintákban feltárható azok mögöttes struktúrája. A faktoranalízisen belül az feltáró faktorelemzés egy olyan technika, aminek a célja a mért változók között meghúzódó kapcsolatok azonosítása. Használata akkor indokolt, amikor a kutatónak nincs előzetes hipotézise a mért változók mintázatáról vagy az általuk létrehozott faktoraikról.  Fontos érvényességi kritérium a változók száma, ugyanis a megfelelő pontossághoz szükséges nagyobb mennyiségű változó.  Legalább 3-5 mért változónak kell tartoznia egy faktorhoz, hogy az érvényesnek legyen mondható.
A feltáró faktoranalízis a közös faktor modellen alapszik. Ezen belül a mért változók közös és egyedi faktorok, valamint a mérési hiba függvényeiként fejezhetőek ki. A közös faktorok legalább kettő változóra hatnak, míg minden egyedi faktor csak egy mért változóra hat és nem magyarázza meg a korrelációkat a mért változók között.
A feltáró faktoranalízis feltételezi, hogy minden mért változó kapcsolódhat bármelyik faktorhoz. Amikor kutatók skálát fejlesztenek ajánlott először feltáró, majd ellenőrző faktoranalízist végezni. A feltáró faktoranalízis megkövetel sok fontos döntést az analízis folyamán, ugyanis nincsen kőbevésett módszer.

## Illeszkedési eljárások
Illeszkedési eljárásokat használatával lehet megállapítani a faktortöltéseket és a modell egyedi varianciáit. A faktortöltés a regressziós együttható a változó és a faktor között, ami a közös faktor hatását mutatja a mért változóra. Több faktoranalitikus illesztési eljárás létezik, de ezek közül kettő az, amit általános használatra ajánlhatóak. Ezek a Főtengely elemzés (FTE) és a Maximum likelihood (ML). Általánosságban az adatok normál-eloszlása vagy annak megsértése az, ami meghatározza melyik eljárást érdemes alkalmazni.

### Maximum likelihood (ML)
A maximum likelihood módszer a legjobb választás, ha az adatok normális eloszlásúak. A módszer lehetővé teszi több illeszkedési mutató kiszámítását, a faktortöltések szignifikancia tesztelését és konfidencia intervallumok számítását. Az adatok nem normális eloszlása esetén nem ajánlott a módszer alkalmazása

### Főtengely elemzés (FTE)
Az eljárás használata során a fő faktor magyarázza a legtöbb varianciát, a második a második legtöbbet és így tovább. Az FTE egy leíró eljárás, ezért akkor jó választás, ha csak adott minta az érdekes és nincs szándék az eredmények általános kiterjesztésére. Nagy előnye az eljárásnak, hogy nem normális eloszlás mellett is használható. Másik előnye, hogy az ML-hez képest kisebb valószínűséggel ad nem megfelelő megoldást. Hátránya, hogy kevesebb illeszkedési mutatót számít az ML-hez képest, valamint nem teszi lehetővé a konfidencia intervallumok számítását és a szignifikanciatesztelést.

## A megfelelő számú faktorok kiválasztása
A faktorok számának meghatározásához fontos figyelembe venni, hogy legyen elég faktor arra, hogy adekvát módon számot adjon a mért változók közötti korrelációkról, de eközben a tartalmukat is megtartsák.
Túlfaktorozás esetén túl sok faktor szerepel a modellben. Mivel a főbb faktorok megfelelően reprezentáltak egy ilyen modellben és a többletfaktoroknak nincsen nagymértékű hatása ezért ez kisebb probléma, mint az alulfaktorozás. Ennek ellenére érdemes elkerülni, mivel így kevés elméleti alappal rendelkező konstruktum is előtérbe kerül, ami miatt az eredmények kevéssé alkalmazhatóak.
Alulfaktorozás akkor történik, ha a modellbe túl kevés faktor kerül. Ez nagyobb hibának számít, mint a túlfaktorozás, mivel ha nincs elég faktor a modellben, nő a valószínűsége a lényeges hibáknak. Előfordulhat, hogy két faktor így összeolvad egy harmadikba, ezáltal nem tűnik fel a valódi faktorstruktúra. Mindez a faktortöltésekre is hatással van.
Több eljárás nyújt segítséget a megfelelő faktorszám meghatározására, mint például a törmelék teszt, a párhuzamos analízis, a Kaiser kritérium és a modell összehasonlítás. Ezek közül az első három a sajátértéken alapszik. Egy faktor sajátértéke azt mutatja, hogy a változók a variancia mekkora hányadáért felelősek. Minél kisebb a sajátértéke egy faktornak, annál  kevésbé járul hozzá a magyarázott varianciához.

### Törmelék teszt
A törmelékteszt kiszámolja a sajátértékeket és a legnagyobbtól a legkisebbig ábrázolja. Érdemes megvizsgálni az ábrát, hogy a sajátértékek mértékében hol történik az utolsó nagy csökkenés. Az utolsó ilyen pont számának megfelelően érdemes meghatározni a faktorok számát a modellben. A legfőbb hátránya ennek az eljárásnak, hogy erősen szubjektív az ábra alapján történő választás.

### Kaiser kritérium
Kiszámolja a sajátértékeket és meghatározza mennyi sajátérték nagyobb egynél. Ez alapján kell meghatározni a faktorok számát. A hátránya, hogy a megadott korlát igen esetleges (pl.: 1,01-es sajátérték számít, 0,99-es nem). Ebből fakadóan néha túl-, máskor alulfaktorozáshoz vezet. Ezek miatt nem érdemes csak erre az eljárásra hagyatkozni.

### Modell összehasonlítás
A módszer lényege, hogy a faktorok számát fokozatosan emelik. Az illeszkedési mutatók segítségével ki lehet választani azt a modellt, ami szignifikánsan jobban magyarázza az adatokat, mint az egyszerű modellek (kevés faktorral) és további faktorok hozzáadása (komplexebb modellek) nem javítja szignifikánsan az adatok magyarázatát.

## Faktorrotáció
A faktorrotációval lehet értelmezni a faktor mátrixokat. Minden legalább két faktorral rendelkező megoldáshoz a faktoroknak végtelen számú iránya lehetséges, amelyek ugyanolyan jól magyarázzák az adatokat. Mivel nincs egyedi megoldás a végtelen számú megoldásból kell egyet kiválasztani.  Az eredeti faktorstruktúrák a lehető legnagyobb részét magyarázzák a varianciának, azonban nem feltétlenül fedik le az adatokat a lehető legjobb módon. Ezt a problémát küszöböli ki a faktorrotáció, ami a faktor térben, ami az adatokat tartalmazza egy többdimenziós koordináta rendszerben, úgy forgatja el a tengelyeket, hogy maximalizálja az illeszkedést.   Két fajtája van, a derékszögű és a ferde.

### Derékszögű rotáció
Az ortogonális rotációk olyan faktorokat hoznak létre, amik nem korrelálnak. A rotáció előfeltétele, hogy az elforgatott tengelyeknek a forgatás során végig derékszögűnek kell maradniuk. A varimax-ot tartják a legjobb derékszögű rotációnak, és ez az egyik leggyakrabban és legkonzekvensebben használt eljárás a pszichológiában. Előnye az egyszerűsége és konceptuális tisztasága. A társadalomtudományokban gyakori előfeltételezés, hogy a változók között együttjárás van. Ilyen esetekben a korreláció kizárása hamis eredményekhez vezethet. Másik hátránya, hogy mivel a faktorok nem korrelálhatnak egymással, ritkább, hogy egyszerű struktúrát hozzunk létre.

### Ferde rotáció
A ferde rotációk során a tengelyeknek nem kell derékszögűnek maradnia. Ez abban nyilvánul meg az értelmezés szintjén, hogy a ferde rotációk megengedik a faktorok közötti együttjárást, de ez nem jelenti azt, hogy ezek a faktorok ténylegesen korrelálnak. Ha ez utóbbi a helyzet, akkor nagyon hasonló eredményt mutat, mint a derékszögű rotációk. Több változata ismert és használt, például a direkt oblimin rotáció, a direkt quartimin rotáció, a promax rotáció vagy a Harris-Kaiser rotáció. Előnyük, hogy egyszerűbb struktúrákat hoznak létre, mert engedik a faktorok közötti korrelációt, valamint jelölik is a korrelációs értéket.

## A faktorok értelmezése
A faktortöltések utalnak a faktornak a mért változóra való hatásának erejére és irányára. Az értelmezésben meg kell vizsgálni a faktorok mintázatát, a faktortöltések nagyságát és eldönteni, hogy egy adott faktoron nagy faktortöltéssel rendelkező változókban mi a közös. Ebből lehet következtetni a faktor jelentésére.

## Külső hivatkozások
- Best Practices in Exploratory Factor Analysis: Four Recommendations for Getting the Most From Your Analysis.
- Wikiversity: Exploratory Factor Analysis.
- Tucker and MacCallum: Exploratory Factor Analysis. Archiválva 2013. május 23-i dátummal a Wayback Machine-ben

## Fordítás
- Ez a szócikk részben vagy egészben  az   Exploratory factor analysis című angol Wikipédia-szócikk ezen változatának fordításán alapul.  Az eredeti cikk szerkesztőit annak laptörténete sorolja fel. Ez a jelzés csupán a megfogalmazás eredetét és a szerzői jogokat jelzi, nem szolgál a cikkben szereplő információk forrásmegjelöléseként.